# Elecciones municipales de 2019 en Lanzarote
El 26 de mayo de 2019 se celebraron elecciones municipales en los 7 municipios de la isla canaria de Lanzarote. Ese día también se celebraron elecciones al Cabildo de Lanzarote, al Parlamento de Canarias y al Parlamento Europeo.

## Resumen de alcaldías
| Municipio     | Con | 2019                          | 2020                          | 2021                          | 2022                          | 2023                          |
| ------------- | --- | ----------------------------- | ----------------------------- | ----------------------------- | ----------------------------- | ----------------------------- |
| Arrecife      | 25  | Astrid Pérez (PP-PSOE-NCa)    | Astrid Pérez (PP-PSOE-NCa)    | Astrid Pérez (PP-PSOE-NCa)    | Astrid Pérez (PP-PSOE-NCa)    | Astrid Pérez (PP-PSOE-NCa)    |
| Teguise       | 21  | Oswaldo Betancort (CC)        | Oswaldo Betancort (CC)        | Oswaldo Betancort (CC)        | Oswaldo Betancort (CC)        | Oswaldo Betancort (CC)        |
| Tías          | 21  | José Juan Cruz (PSOE-LAVA-UP) | José Juan Cruz (PSOE-LAVA-UP) | José Juan Cruz (PSOE-LAVA-UP) | José Juan Cruz (PSOE-LAVA-UP) | José Juan Cruz (PSOE-LAVA-UP) |
| San Bartolomé | 17  | Alexis Tejera (PSOE)          | Alexis Tejera (PSOE)          | Isidro Pérez (PSOE)           | Isidro Pérez (PSOE)           | Isidro Pérez (PSOE)           |
| Yaiza         | 17  | Óscar Noda (UPY)              | Óscar Noda (UPY)              | Óscar Noda (UPY)              | Óscar Noda (UPY)              | Óscar Noda (UPY)              |
| Tinajo        | 13  | Jesús Machín (CC)             | Jesús Machín (CC)             | Jesús Machín (CC)             | Jesús Machín (CC)             | Jesús Machín (CC)             |
| Haría         | 11  | Alfredo Villalba (PSOE-CC)    | Alfredo Villalba (PSOE-CC)    | Chaxiraxi Niz (CC-PMH)        | Evelia García (PMH-CC)        | Evelia García (PMH-CC)        |

## Resultados por municipio

### Arrecife
|                        | Candidatura | Candidatura                               | Votos  | %                               | Con.                            |
| ---------------------- | ----------- | ----------------------------------------- | ------ | ------------------------------- | ------------------------------- |
| Arrecife 25 concejales |             | Coalición Canaria-P. Nacionalista Canario | 5 311  | 28,51                           | 9                               |
| Arrecife 25 concejales |             | Partido Popular (PP)                      | 3 210  | 17,23                           | 6                               |
| Arrecife 25 concejales |             | Partido Socialista Obrero Español (PSOE)  | 3 205  | 17,21                           | 5                               |
| Arrecife 25 concejales |             | Podemos Equo (PODEMOS EQUO)               | 1 700  | 9,13                            | 3                               |
| Arrecife 25 concejales |             | Somos Lanzarote-Nueva Canarias            | 1 160  | 6,23                            | 2                               |
| Arrecife 25 concejales |             | Ciudadanos (Cs)                           | 857    | 4,60                            |                                 |
| Arrecife 25 concejales |             | Agrupación Socialista por Lanzarote (ASL) | 734    | 3,94                            |                                 |
| Arrecife 25 concejales |             | Lanzarote Avanza (LAVA)                   | 475    | 2,55                            |                                 |
| Arrecife 25 concejales |             | Vox (VOX)                                 | 472    | 2,53                            |                                 |
| Arrecife 25 concejales |             | Fuerza Vecinal Lanzarote (FVL)            | 390    | 2,09                            |                                 |
| Arrecife 25 concejales |             | Unidos por Lanzarote (UPLanzarote)        | 292    | 1,57                            |                                 |
| Arrecife 25 concejales |             | Izquierda Unida (IU)                      | 264    | 1,42                            |                                 |
| Arrecife 25 concejales |             | Todos por Lanzarote (TPL)                 | 206    | 1,11                            |                                 |
| Arrecife 25 concejales |             | Ahora Canarias (AHORA CANARIAS)           | 80     | 0,43                            |                                 |
| Arrecife 25 concejales | En blanco   | En blanco                                 | 271    | 1,45                            |                                 |
| Arrecife 25 concejales | Votos nulos | Votos nulos                               | 180    | Participación: \| \| 44,69 % \| | Participación: \| \| 44,69 % \| |
| Arrecife 25 concejales | Votantes    | Votantes                                  | 18 807 | Participación: \| \| 44,69 % \| | Participación: \| \| 44,69 % \| |
|                        | 44,69 %     |                                           |        |                                 |                                 |

### Haría
|                     | Candidatura | Candidatura                                             | Votos | %                               | Con.                            |
| ------------------- | ----------- | ------------------------------------------------------- | ----- | ------------------------------- | ------------------------------- |
| Haría 11 concejales |             | Coalición Canaria-Partido Nacionalista Canario (CC-PNC) | 1 034 | 36,09                           | 5                               |
| Haría 11 concejales |             | Partido Socialista Obrero Español (PSOE)                | 636   | 22,20                           | 3                               |
| Haría 11 concejales |             | Plataforma del Municipio de Haría (PMH)                 | 626   | 21,85                           | 3                               |
| Haría 11 concejales |             | Lanzarote Avanza (LAVA)                                 | 144   | 5,03                            | -                               |
| Haría 11 concejales |             | Levantar Haría (LEVANTAR HARIA)                         | 137   | 4,78                            |                                 |
| Haría 11 concejales |             | Partido Popular (PP)                                    | 122   | 4,26                            |                                 |
| Haría 11 concejales |             | Somos Lanzarote-Nueva Canarias (SOMOSLAN-NC)            | 54    | 1,88                            |                                 |
| Haría 11 concejales |             | Ciudadanos (Cs)                                         | 47    | 1,64                            |                                 |
| Haría 11 concejales |             | Fuerza Vecinal Lanzarote (FVL)                          | 19    | 0,66                            |                                 |
| Haría 11 concejales |             | Contigo Somos Democracia (CONTIGO)                      | 17    | 0,59                            |                                 |
| Haría 11 concejales | En blanco   | En blanco                                               | 29    | 1,01                            |                                 |
| Haría 11 concejales | Votos nulos | Votos nulos                                             | 33    | Participación: \| \| 71,34 % \| | Participación: \| \| 71,34 % \| |
| Haría 11 concejales | Votantes    | Votantes                                                | 2 898 | Participación: \| \| 71,34 % \| | Participación: \| \| 71,34 % \| |
|                     | 71,34 %     |                                                         |       |                                 |                                 |

### San Bartolomé
|                             | Candidatura | Candidatura                                             | Votos | %                               | Con.                            |
| --------------------------- | ----------- | ------------------------------------------------------- | ----- | ------------------------------- | ------------------------------- |
| San Bartolomé 17 concejales |             | Partido Socialista Obrero Español (PSOE)                | 3 348 | 46,66                           | 9                               |
| San Bartolomé 17 concejales |             | Coalición Canaria-Partido Nacionalista Canario (CC-PNC) | 1 404 | 19,57                           | 4                               |
| San Bartolomé 17 concejales |             | Partido Popular (PP)                                    | 731   | 10,19                           | 2                               |
| San Bartolomé 17 concejales |             | Podemos Equo (PODEMOS EQUO)                             | 467   | 6,51                            | 1                               |
| San Bartolomé 17 concejales |             | Ciudadanos (Cs)                                         | 422   | 5,88                            | 1                               |
| San Bartolomé 17 concejales |             | Somos Lanzarote-Nueva Canarias (SOMOSLAN-NC)            | 330   | 4,60                            |                                 |
| San Bartolomé 17 concejales |             | Lanzarote Avanza (LAVA)                                 | 277   | 3,86                            |                                 |
| San Bartolomé 17 concejales |             | Izquierda Unida (IU)                                    | 119   | 1,66                            |                                 |
| San Bartolomé 17 concejales | En blanco   | En blanco                                               | 78    | 1,09                            |                                 |
| San Bartolomé 17 concejales | Votos nulos | Votos nulos                                             | 59    | Participación: \| \| 53,82 % \| | Participación: \| \| 53,82 % \| |
| San Bartolomé 17 concejales | Votantes    | Votantes                                                | 7 235 | Participación: \| \| 53,82 % \| | Participación: \| \| 53,82 % \| |
|                             | 53,82 %     |                                                         |       |                                 |                                 |

### Teguise
|                       | Candidatura | Candidatura                                             | Votos | %                               | Con.                            |
| --------------------- | ----------- | ------------------------------------------------------- | ----- | ------------------------------- | ------------------------------- |
| Teguise 21 concejales |             | Coalición Canaria-Partido Nacionalista Canario (CC-PNC) | 3 657 | 43,66                           | 11                              |
| Teguise 21 concejales |             | Partido Socialista Obrero Español (PSOE)                | 2 227 | 26,58                           | 7                               |
| Teguise 21 concejales |             | Partido Popular (PP)                                    | 674   | 8,05                            | 2                               |
| Teguise 21 concejales |             | Podemos Equo (PODEMOS EQUO)                             | 530   | 6,33                            | 1                               |
| Teguise 21 concejales |             | Ciudadanos (Cs)                                         | 382   | 4,56                            |                                 |
| Teguise 21 concejales |             | Somos Lanzarote-Nueva Canarias (SOMOSLAN-NC)            | 262   | 3,13                            |                                 |
| Teguise 21 concejales |             | Vox (VOX)                                               | 220   | 2,63                            |                                 |
| Teguise 21 concejales |             | Lanzarote Avanza (LAVA)                                 | 178   | 2,12                            |                                 |
| Teguise 21 concejales |             | Unidos por Lanzarote (UPLanzarote)                      | 143   | 1,71                            |                                 |
| Teguise 21 concejales | En blanco   | En blanco                                               | 104   | 1,24                            |                                 |
| Teguise 21 concejales | Votos nulos | Votos nulos                                             | 95    | Participación: \| \| 57,28 % \| | Participación: \| \| 57,28 % \| |
| Teguise 21 concejales | Votantes    | Votantes                                                | 8 472 | Participación: \| \| 57,28 % \| | Participación: \| \| 57,28 % \| |
|                       | 57,28 %     |                                                         |       |                                 |                                 |

### Tías
|                    | Candidatura | Candidatura                                             | Votos | %                               | Con.                            |
| ------------------ | ----------- | ------------------------------------------------------- | ----- | ------------------------------- | ------------------------------- |
| Tías 21 concejales |             | Partido Popular (PP)                                    | 2 069 | 35,46                           | 9                               |
| Tías 21 concejales |             | Partido Socialista Obrero Español (PSOE)                | 1 979 | 33,92                           | 9                               |
| Tías 21 concejales |             | Coalición Canaria-Partido Nacionalista Canario (CC-PNC) | 403   | 6,91                            | 1                               |
| Tías 21 concejales |             | Lanzarote Avanza (LAVA)                                 | 380   | 6,51                            | 1                               |
| Tías 21 concejales |             | Podemos Equo (PODEMOS EQUO)                             | 326   | 5,59                            | 1                               |
| Tías 21 concejales |             | Ciudadanos (Cs)                                         | 184   | 3,15                            |                                 |
| Tías 21 concejales |             | Somos Lanzarote-Nueva Canarias (SOMOSLAN-NC)            | 128   | 2,19                            |                                 |
| Tías 21 concejales |             | Hay Proyecto en Tías (HPT)                              | 122   | 2,09                            |                                 |
| Tías 21 concejales |             | Vox (VOX)                                               | 107   | 1,83                            |                                 |
| Tías 21 concejales |             | Unidos por Lanzarote (UPLanzarote)                      | 71    | 1,22                            |                                 |
| Tías 21 concejales | En blanco   | En blanco                                               | 65    | 1,11                            |                                 |
| Tías 21 concejales | Votos nulos | Votos nulos                                             | 59    | Participación: \| \| 54,50 % \| | Participación: \| \| 54,50 % \| |
| Tías 21 concejales | Votantes    | Votantes                                                | 5 893 | Participación: \| \| 54,50 % \| | Participación: \| \| 54,50 % \| |
|                    | 54,50 %     |                                                         |       |                                 |                                 |

### Tinajo
|                      | Candidatura | Candidatura                                             | Votos | %                               | Con.                            |
| -------------------- | ----------- | ------------------------------------------------------- | ----- | ------------------------------- | ------------------------------- |
| Tinajo 13 concejales |             | Coalición Canaria-Partido Nacionalista Canario (CC-PNC) | 1 493 | 49,42                           | 7                               |
| Tinajo 13 concejales |             | Movimiento Renovador de Tinajo (MRT)                    | 619   | 20,49                           | 3                               |
| Tinajo 13 concejales |             | Partido Socialista Obrero Español (PSOE)                | 585   | 19,36                           | 3                               |
| Tinajo 13 concejales |             | Lanzarote Avanza (LAVA)                                 | 135   | 4,47                            |                                 |
| Tinajo 13 concejales |             | Izquierda Unida (IU)                                    | 71    | 2,35                            |                                 |
| Tinajo 13 concejales |             | Partido Popular (PP)                                    | 58    | 1,92                            |                                 |
| Tinajo 13 concejales |             | Ciudadanos (Cs)                                         | 27    | 0,89                            |                                 |
| Tinajo 13 concejales | En blanco   | En blanco                                               | 33    | 1,09                            |                                 |
| Tinajo 13 concejales | Votos nulos | Votos nulos                                             | 23    | Participación: \| \| 68,11 % \| | Participación: \| \| 68,11 % \| |
| Tinajo 13 concejales | Votantes    | Votantes                                                | 3 044 | Participación: \| \| 68,11 % \| | Participación: \| \| 68,11 % \| |
| Tinajo 13 concejales | 68,11 %     |                                                         |       |                                 |                                 |

### Yaiza
|                     | Candidatura                                  | Candidatura                                             | Votos | %                               | Con.                            |
| ------------------- | -------------------------------------------- | ------------------------------------------------------- | ----- | ------------------------------- | ------------------------------- |
| Yaiza 17 concejales |                                              | Unidos por Yaiza-Lanzarote Avanza (UPY-LAVA)            | 1 417 | 39,12                           | 8                               |
| Yaiza 17 concejales |                                              | Coalición Canaria-Partido Nacionalista Canario (CC-PNC) | 711   | 19,63                           | 4                               |
| Yaiza 17 concejales |                                              | Partido Popular (PP)                                    | 397   | 10,96                           | 2                               |
| Yaiza 17 concejales |                                              | Partido Socialista Obrero Español (PSOE)                | 349   | 9,64                            | 1                               |
| Yaiza 17 concejales |                                              | Podemos Equo (PODEMOS EQUO)                             | 301   | 8,31                            | 1                               |
| Yaiza 17 concejales |                                              | Ciudadanos (Cs)                                         | 239   | 6,60                            | 1                               |
| Yaiza 17 concejales |                                              | Izquierda Unida (IU)                                    | 80    | 2,21                            |                                 |
| Yaiza 17 concejales |                                              | Vox (VOX)                                               | 79    | 2,18                            |                                 |
| Yaiza 17 concejales |                                              | Fuerza Vecinal Lanzarote (FVL)                          | 32    | 0,88                            |                                 |
| Yaiza 17 concejales | Somos Lanzarote-Nueva Canarias-Frente Amplio |                                                         |       |                                 |                                 |
| Yaiza 17 concejales | En blanco                                    | En blanco                                               | 17    | 0,47                            |                                 |
| Yaiza 17 concejales | Votos nulos                                  | Votos nulos                                             | 29    | Participación: \| \| 47,02 % \| | Participación: \| \| 47,02 % \| |
| Yaiza 17 concejales | Votantes                                     | Votantes                                                | 3 651 | Participación: \| \| 47,02 % \| | Participación: \| \| 47,02 % \| |
|                     | 47,02 %                                      |                                                         |       |                                 |                                 |